# Callopistria
Callopistria är ett släkte av fjärilar som beskrevs av Jacob Hübner 1821. Callopistria ingår i familjen nattflyn.

## Bildgalleri

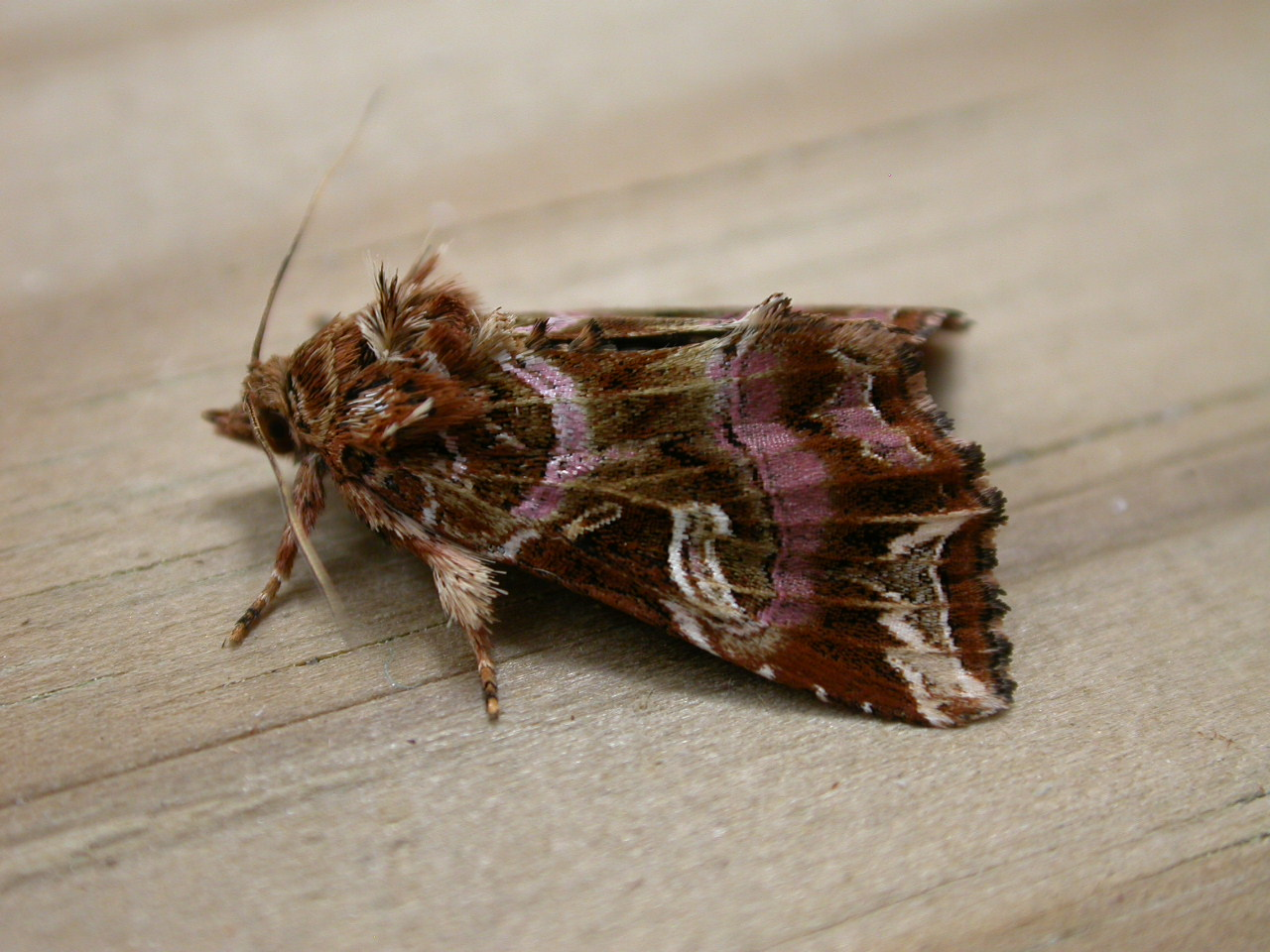

## Dottertaxa tillCallopistria, i alfabetisk ordning[1][2]
- Callopistria aethiops
- Callopistria aetnea
- Callopistria albistella
- Callopistria albistriga
- Callopistria albivitta
- Callopistria albolineola
- Callopistria albomacula
- Callopistria aluensis
- Callopistria angustata
- Callopistria anthracita
- Callopistria antithetica
- Callopistria apicescripta
- Callopistria argentata
- Callopistria argyrosema
- Callopistria argyrosemastis
- Callopistria argyrosticta
- Callopistria batanga
- Callopistria benguellae
- Callopistria bergeri
- Callopistria bernei
- Callopistria cabara
- Callopistria cariei
- Callopistria carmioli
- Callopistria carnepicta
- Callopistria centrimacula
- Callopistria chera
- Callopistria chloriza
- Callopistria chlorocroa
- Callopistria clava
- Callopistria coelisigna
- Callopistria complicata
- Callopistria concinna
- Callopistria consentanea
- Callopistria cordata
- Callopistria cornucopiae
- Callopistria cristata
- Callopistria cyanopera
- Callopistria cyclopis
- Callopistria dapsilis
- Callopistria dascia
- Callopistria detegens
- Callopistria dimorpha
- Callopistria doleschalli
- Callopistria duda
- Callopistria duplicans
- Callopistria duplicilinea
- Callopistria elaeastis
- Callopistria elegantulus
- Callopistria emiliusalis
- Callopistria equatorialis
- Callopistria exotica
- Callopistria falcata
- Callopistria ferruginea
- Callopistria fimbripes
- Callopistria flabellum
- Callopistria flavitincta
- Callopistria flavorosea
- Callopistria floridensis
- Callopistria formosissimalis
- Callopistria ganga
- Callopistria grassei
- Callopistria guttulalis
- Callopistria imparata
- Callopistria indica
- Callopistria insularis
- Callopistria intermissa
- Callopistria jamaicensis
- Callopistria japonibia
- Callopistria juventina
- Callopistria lagopus
- Callopistria latreillei
- Callopistria leucobasis
- Callopistria leucotoma
- Callopistria ludovici
- Callopistria maillardi
- Callopistria malagasy
- Callopistria manta
- Callopistria matilei
- Callopistria meridionalis
- Callopistria mexicana
- Callopistria microptera
- Callopistria minor
- Callopistria minuta
- Callopistria miosticta
- Callopistria miracula
- Callopistria miranda
- Callopistria montana
- Callopistria nana
- Callopistria nannodes
- Callopistria natalensis
- Callopistria nauticorum
- Callopistria nephrosticta
- Callopistria nephrostictoides
- Callopistria nervurata
- Callopistria nigeriensis
- Callopistria nigrosticta
- Callopistria niveigutta
- Callopistria nivetacta
- Callopistria obscura
- Callopistria occidens
- Callopistria ochraceus
- Callopistria olivaceopicta
- Callopistria orses
- Callopistria ouria
- Callopistria pauliani
- Callopistria phaeogona
- Callopistria placodoides
- Callopistria plena
- Callopistria plinthobaps
- Callopistria postpallida
- Callopistria pryeri
- Callopistria pseudintermissa
- Callopistria pteridis
- Callopistria pulchrilinea
- Callopistria purpureofasciata
- Callopistria pyrocauta
- Callopistria quadralba
- Callopistria quadrinotata
- Callopistria quieta
- Callopistria rakoto
- Callopistria randimbyi
- Callopistria rechingeri
- Callopistria rectilinea
- Callopistria recurvata
- Callopistria renivitta
- Callopistria repleta
- Callopistria reticulata
- Callopistria rivularis
- Callopistria roseitelum
- Callopistria rotumensis
- Callopistria rubrivena
- Callopistria rufulus
- Callopistria scriptiplena
- Callopistria semicircularis
- Callopistria sogai
- Callopistria srdinkoana
- Callopistria strena
- Callopistria strigilineata
- Callopistria subroseata
- Callopistria tarsipilosa
- Callopistria terlana
- Callopistria tessmanni
- Callopistria thermochroa
- Callopistria trilineata
- Callopistria trinitensis
- Callopistria tytha
- Callopistria unica
- Callopistria wallacii
- Callopistria variegata
- Callopistria venata
- Callopistria ventralis
- Callopistria venus
- Callopistria violascens
- Callopistria xanthopera
- Callopistria xerysta
- Callopistria yerburii